# Canthon podagricus
Canthon podagricus là một loài bọ cánh cứng trong họ Bọ hung (Scarabaeidae).